# Jerzy Zieliński (Kameramann)
Jerzy Karol Zieliński (* 8. Januar 1950 in Stettin, Polen) ist ein polnischer Kameramann.

## Leben
Nach seinem Abschluss an der Staatlichen Hochschule für Film, Fernsehen und Theater Łódź 1974 als Kameramann arbeitete Jerzy Zieliński vorerst in Kurzfilmen wie Elementarz und Sztygar na zagrodzie, bevor er 1979 mit der Sportlerbiographie Aria dla atlety des polnischen Regisseurs Filip Bajon erstmals einen Spielfilm als Kameramann eigenverantwortlich leiten durfte. Für diesen drehte er anschließend auch Filme wie Wizja lokalna 1901 und Limuzyna Daimler-Benz. Auch mit dem polnischen Regisseur Lech Majewski verbindet ihn eine langjährige Zusammenarbeit. So war es Majewski, der ihn nach Filmen wie Dreszcze und Klucznik 1986 mit Kohlenstaub und Glitzerträume erstmals nach Hollywood mitnahm.
Nachdem Zieliński in bekannten Hollywoodfilmen wie Galaxy Quest – Planlos durchs Weltall, Der SpongeBob Schwammkopf Film und Dick und Jane die Kamera übernahm, war es erst 2009 der Fernsehfilm The Courageous Heart of Irena Sendler über die polnische Widerstandskämpferin Irena Sendler, für den er 2010 mit einer ASC-Award-Nominierung bedacht und somit erstmals für einen westlichen Fernseh- oder Filmpreis in Betracht gezogen wurde.

## Filmografie (Auswahl)
- 1976: Elementarz
- 1978: Sztygar na zagrodzie
- 1979: Aria dla atlety
- 1980: Klucznik
- 1980: Wizja lokalna 1901
- 1981: Schauder (Dreszcze)
- 1982: Der Konsul (Limuzyna Daimler-Benz)
- 1985: Vorsehung (Przeznaczenie)
- 1986: Kohlenstaub und Glitzerträume (Flight of the Spruce Goose)
- 1988: In A Shallow Grave – Die Rückkehr des Garnet Montrose (In A Shallow Grave)
- 1988: Im Zeichen der Jungfrau (The January Man)
- 1988: Stars and Bars – Der ganz normale amerikanische Wahnsinn (Stars and Bars)
- 1989: Mein wunderbarer Cadillac (Valentino Returns)
- 1990: Flucht aus dem Kino "Freiheit" (Ucieczka z kina 'Wolnosc')
- 1990: Narren des Schicksals (Fools of Fortune)
- 1991: Sommerparadies (Paradise)
- 1993: Der geheime Garten (The Secret Garden)
- 1995: Der Hausfreund (Houseguest)
- 1995: Powder
- 1996: Little Surprises (Kurzfilm)
- 1997: Dieser verflixte Kater (That Darn Cat)
- 1997: Washington Square
- 1998: Verliebt in Sally (Home Fries)
- 1999: Galaxy Quest – Planlos durchs Weltall (Galaxy Quest)
- 1999: Tötet Mrs. Tingle! (Teaching Mrs. Tingle)
- 1999: Das dritte Wunder (The Third Miracle)
- 2001: Bubble Boy
- 2001: Jagd auf Mr. Tout (Who Is Cletis Tout?)
- 2002: Monk (Fernsehserie, 2 Episoden)
- 2003: Popstar auf Umwegen (The Lizzie McGuire Movie)
- 2004: Der SpongeBob Schwammkopf Film (The SpongeBob SquarePants Movie)
- 2004: Voll auf die Nüsse (Dodgeball: A True Underdog Story)
- 2005: Dick und Jane (Fun with Dick and Jane)
- 2008: Das Lazarus-Projekt (The Lazarus Project)
- 2009: The Courageous Heart of Irena Sendler
- 2012: Private Peaceful – Mein Bruder Charlie (Private Peaceful)
- 2015: Unser letzter Sommer (Letnie przesilenie)

## Auszeichnungen
ASC-Awards
- 2010: Nominierung Outstanding Achievement in Cinematography in Movies of the Week/Mini-Series – The Courageous Heart of Irena Sendler